# La versione di Fenoglio
La versione di Fenoglio è un romanzo giallo scritto da Gianrico Carofiglio e pubblicato da Einaudi nel 2019. È il terzo libro avente come protagonista il maresciallo Pietro Fenoglio.

## Trama
Il Maresciallo dei Carabinieri Pietro Fenoglio, nel pieno della sua mezza età, segue una lunga sessione di fisioterapia in seguito a un’operazione all’anca. Condivide il tempo dedicato ai suoi esercizi con Bruna, fisioterapista verso cui prova una timida attrazione quasi adolescenziale, e lo studente Giulio, un ragazzo poco più che ventenne in riabilitazione dopo un brutto incidente stradale. Il carabiniere e il ragazzo, durante le sessioni di fisioterapia, iniziano a chiacchierare. Ne nasce un dialogo profondo che li spingerà a raccontarsi l’un l’altro fino allo sbocciare di un’amicizia composta, che si nutre dei racconti di Fenoglio sulle sue indagini più importanti.